# Battaglia di Towton
La battaglia di Towton si svolse il 29 marzo 1461 in un altopiano fra i villaggi di Towton e Saxton, nello Yorkshire (circa 19 km a sudovest di York e 3,2 km a sud di Tadcaster).
La battaglia fa parte della guerra delle due rose, combattuta fra il casato di York e quello di Lancaster per il controllo del trono d'Inghilterra. La battaglia si concluse in una vittoria decisiva per gli York; l'esercito dei Lancaster subì gravi perdite e cessò di esistere come forza effettivamente in combattimento.

## Scenario
La guerra delle due rose ebbe inizio intorno al 1455 fra i Lancaster, che appoggiavano il re Enrico VI d'Inghilterra e gli York, che appoggiavano invece Riccardo Plantageneto. 
Nel 1460 la guerra s'intensificò e si verificarono numerosi scontri; nella battaglia di Northampton, un'armata dei Lancaster fu sconfitta ed Enrico VI venne catturato nel campo di battaglia. La conseguenza di ciò fu il tentativo di Riccardo Plantageneto di salire al trono, sebbene i suoi sostenitori, gli York, non fossero del tutto pronti per questo passaggio di consegne; infatti, appoggiarono la stipulazione dell'Atto di Accordo, un patto secondo cui il figlio di Enrico VI veniva diseredato e Riccardo sarebbe divenuto re alla morte di Enrico. In risposta a ciò Margherita d'Angiò, moglie di Enrico VI e regina, riunì nell'Inghilterra settentrionale un'armata costituita dagli oppositori degli York; a loro volta, i sostenitori di Riccardo Plantageneto condussero un esercito a nord, ma furono sconfitti nella battaglia di Wakefield.
A seguito di tale sconfitta, l'esercito di Margherita d'Angiò si diresse a sud, sconfiggendo nella seconda battaglia di St Albans gli York, condotti da Richard Neville, XVI conte di Warwick. Neville aveva condotto nel campo di battaglia lo stesso Enrico VI, ancora prigioniero, il quale fu tuttavia liberato dai Lancaster.
Con la liberazione di Enrico e la sconfitta degli York a St Albans, per i Lancaster si concretizzò l'opportunità di entrare a Londra; tuttavia, l'ostilità della cittadinanza e del sindaco all'ingresso delle truppe Lancaster in città obbligarono Margherita d'Angiò a intraprendere delle negoziazioni, nel mentre delle quali il primogenito di Edoardo, conte di March, sconfiggeva un'armata dei Lancaster nella battaglia di Mortimer's Cross, presso il confine con il Galles, riunitosi con le truppe superstiti di Richard Neville. 
Venuta a conoscenza di ciò, Margherita d'Angiò ritirò le truppe verso nord.
Neville proclamò il conte Edoardo re e il 4 marzo ebbe luogo a Londra la sua incoronazione. Il giorno seguente, Edoardo stesso decise di condurre l'iniziativa militare, guidando l'esercito verso nord contro le truppe dei Lancaster.

## Preludio alla battaglia
L'esercito di Edoardo si mosse verso nord, da Londra a St Albans, in tre distaccamenti sotto il conte di Warwick, lo zio del conte di Warwick Lord Fauconberg, ed Edoardo stesso. Warwick e Fauconberg raggiunsero St Albans l'11 marzo 1461. Warwick si mosse poi verso nordovest verso Coventry e Lichfield, mentre Fauconberg si diresse a nordest verso Royston e Cambridge, e poi verso Peterborough, Stamford, Grantham e infine Nottingham, che fu raggiunta il 22 marzo. Edward arrivò a St Albans il 12 o il 13 marzo e seguì il medesimo percorso di Fauconberg.

### Battaglia di Ferrybridge
Sul finire di marzo, alcuni esploratori dell'esercito degli York, condotto da John Radcliffe, vennero a conoscenza del fatto che un'armata dei Lancaster aveva occupato Ferrybridge, nelle vicinanze del quale un ponte congiungeva le due sponte del fiume Aire. L'esercito dei Lancaster aveva oltrepassato questo ponte verso nord lungo la Old London Road e aveva apparentemente distrutto - o forse solo danneggiato - il ponte, in modo tale da impedirne l'uso agli York.
Il 28 marzo i Lancaster, guidati da John Neville e Lord Clifford, con presumibilmente non più di 500 uomini, attaccarono alcune truppe degli York stabilitesi a Ferrybridge, prendendole di sorpresa e sconfiggendole. Anche il generale degli York, Fitzwater, fu colto di sorpresa e assassinato.
Si presume che Warwick stesso abbia comunicato la notizia della sconfitta a Edoardo, probabilmente mentre egli si trovava a Nottingham, e che perciò egli abbia organizzato immediatamente il contrattacco.
Quando Edoardo arrivò con la maggior parte delle truppe, non fu comunque in grado di riappropriarsi della postazione, a dispetto di una dura battaglia combattuta da mezzogiorno alle 18:00. Si pensa che siano caduti attorno ai 3 000 uomini, che lo stesso Edoardo abbia combattuto appiedato e che Warwick sia stato lievemente ferito. 
Gli York erano sul punto di imporsi sui Lancaster e spingerli a ritirarsi, quando il distaccamento di Fauconberg guadò il fiume Aire (nei pressi di Ferrybridge) a Castleford.

### Inseguimento verso Dinting Dale
Venuto a conoscenza del fatto che l'armata degli York aveva sconfitto l'avamposto dei Lancaster nei pressi del vicino ponte di Ferrybridge, Clifford si ritirò sulla Old London Road verso Sherburn-in-Elmet e Towton. Non appena intrapresero la propria ritirata, gli uomini di Clifford vennero inseguiti dalla cavalleria di Fauconberg, che li raggiunse in una valle (Dintingdale), 2,5 miglia a sud di Towton. Clifford stesso venne ucciso, si crede a causa di una freccia conficcataglisi in gola (sebbene il suo cadavere non sia mai stato identificato, poiché gli uomini dell'armata degli York ne smembrarono il cadavere per vendetta).

## La battaglia
Il 29 marzo l'armata degli York si spinse avanti, oltre Ferrybridge. Il clima era poco favorevole, dati i venti freddi che spiravano e le folate di neve.
Edoardo guidava il centro dell'armata di York, Warwick la parte sinistra e Fauconberg la destra. Un ulteriore contingente proveniente dalle contee orientali e guidato dal duca di Norfolk era in procinto di giungere presso il campo di battaglia.
L'esercito dei Lancaster occupò un altopiano col fianco destro occupato da un ruscello, il Cock Beck. L'armata era guidata dal duca di Somerset, che guidava il centro delle truppe, mentre il conte di Northumberland conduceva la destra e il duca di Exeter la sinistra.
Sebbene i Lancaster occupassero una postazione vantaggiosa, con buoni spazi d'azione per gli arcieri e con gli York costretti ad avanzare risalendo l'altopiano per poterli attaccare, erano messi in difficoltà dalle pessime condizioni meteorologiche. Gli arcieri degli York avevano il vento alle proprie spalle e perciò erano avvantaggiati rispetto a quelli dei Lancaster, che erano inoltre impediti ad attaccare dalla neve che pioveva in loro direzione.
Diverse compagnie degli arcieri degli York fallirono il tiro contro le schiere dei Lancaster e furono costrette a indietreggiare a seguito del contrattacco degli arcieri nemici.
In molte posizioni gli uomini dei Lancaster avanzarono per cercare d'ingaggiare combattimenti corpo a corpo, onde evitare di continuare a subire il continuo tiro degli arcieri nemici; tuttavia, tale manovra li costrinse ad abbandonare la posizione sopraelevata e il vantaggio del terreno.
Una volta iniziato lo scontro a stretto ingaggio, la battaglia si rivelò più intensa. Diverse volte fu necessario interrompere i combattimenti per liberare il campo dai cadaveri dei caduti. Lo scontro andò avanti per diverse ore, senza che nessuna delle due fazioni riuscisse a ottenere un vantaggio concreto, finché nel primo pomeriggio non giunse il contingente di Nortfolk e a rinforzare le file degli York. 
I soldati Lancaster rimasti erano in svantaggio numerico e abbattuti, così iniziò la rotta; alcuni di loro tentarono di fuggire a nord, verso Tadcaster, ma la maggior parte di loro fu costretta a ripiegare sulla propria destra, verso il Cock Beck.

## La ritirata
Si suppone che siano caduti uomini sia nella rotta sia sul campo di battaglia. Una delle possibili ragioni per cui così tanti siano caduti è forse data dal fatto che entrambi gli schieramenti siano stati costretti a un duro scontro corpo a corpo. Inoltre molti dei ponti sui fiumi confinanti crollarono sotto il peso degli uomini in armi, molti dei quali precipitarono in acqua. Perciò alcuni annegarono, e altri furono poi raggiunti dagli inseguitori, e massacrati. 
Molti dei Lancaster in fuga che avevano gettato via le armi e gli elmi per fuggire più agevolmente furono facilmente raggiunti e massacrati sia dalla cavalleria sia dalla fanteria degli York.
La ritirata durò tutta la notte e terminò nella mattinata seguente, quando i rimanenti fuggitivi dei Lancaster furono infine intercettati dagli York. Margherita d'Angiò, Enrico e Somerset si ritirarono a nord, verso la Scozia, mentre i Lord Lancaster che non erano stati uccisi o espatriati furono costretti a firmare la pace con Edoardo IV.

## Giudizio storiografico
La battaglia di Towton è considerata una delle più grandi battaglie della storia inglese. Si è stimato che fra i 50 000 e gli 80 000 soldati abbiano preso parte allo scontro, compresi 28 Lord (circa la metà della nobiltà dell'epoca), soprattutto dei Lancaster. Generalmente, si attribuiscono circa 42 000 uomini ai Lancaster e 36 000 agli York, e, a dispetto delle differenti stime, sono tutte concordi nell'attribuire il maggior numero di uomini ai Lancaster. 
Circa le perdite subite da entrambe le parti, anche ciò è materia di disputa fra gli studiosi ed è difficile attribuire numeri certi a entrambe le parti; in ogni caso, alcune stime parlano di un numero di circa 28 000 caduti.